# Mount Bastion
Mount Bastion ist ein 2530 m hoher Berg im ostantarktischen Viktorialand. In der Willett Range ragt er westlich des Webb-Gletschers und des Gibson Spur auf. 
Teilnehmer einer von 1959 bis 1960 durchgeführten Kampagne der neuseeländischen Victoria University’s Antarctic Expeditions benannten ihn nach seinem Erscheinungsbild, das an einen Stützpfeiler eines Bollwerks (englisch bastion) erinnert.